# Issai Israilewitsch Gurewitsch
Issai Israilewitsch Gurewitsch (russisch Исай Израилевич Гуревич, auch: Issai Isidorowitsch Gurewitsch; * 13. Juli 1912 in Riga; † 6. Dezember 1992 in Moskau)  war ein sowjetischer Physiker.
Nach dem Abschluss an der Universität Leningrad 1934 war er am Radium-Institut der Akademie der Wissenschaften der UdSSR und ab 1945 am Kurtschatow-Institut (damals Labor 2).
Er war 1946 mit Jakow Borissowitsch Seldowitsch, Juli Chariton und Isaak Pomerantschuk einer der Autoren eines Memorandums zur Entwicklung der Wasserstoffbombe in der UdSSR. Neben Neutronenphysik und Reaktortheorie befasste er sich mit Myonium und der Spin-Präzession von positiven Myonen in Myonium in starken Magnetfeldern, wobei er 1971 das Auftreten von zwei Präzessionsfrequenzen entdeckte.
Gurewitsch war ab 1968 korrespondierendes Mitglied der Akademie der Wissenschaften der UdSSR.
1980 erhielt er die Kurtschatow-Goldmedaille. Er war seit 1951 Mitglied der KPdSU.